# Triplophysa
Triplophysa és un gènere de peixos de la família dels balitòrids i de l'ordre dels cipriniformes.

## Distribució geogràfica
Es troba a Euràsia: Rússia, el Kazakhstan, el Kirguizstan, el Tadjikistan, l'Uzbekistan, l'Iran, l'Afganistan, el Pakistan, l'Índia (la Divisió de Jammu i Ladakh), el Tibet, la Xina (Shaanxi, Gansu, Qinghai, Sichuan, Xinjiang, Txungking, Guangxi i Yunnan) i Mongòlia, incloent-hi el Caixmir i els rius Tarim, Helmand, Iang-Tsé, Brahmaputra, Ganges, Indus, Salween, Groc, Talas, Ili i Yuan.

## Taxonomia
- Triplophysa alexandrae (Prokofiev, 2001)[3]
- Triplophysa aliensis (Wu, 1979)[4]
- Triplophysa alticeps (Herzenstein, 1888)[5]
- Triplophysa altipinnis (Prokofiev, 2003)
- Triplophysa aluensis (Li & Zhu, 2000)
- Triplophysa angeli (Fang, 1941)[6]
- Triplophysa anterodorsalis (Zhu & Cao, 1989)[7]
- Triplophysa aquaecaeruleae (Prokofiev, 2001)[8]
- Triplophysa arnoldii (Prokofiev, 2006)[9]
- Triplophysa bashanensis (Xu & Wang, 2009)
- Triplophysa bleekeri (Sauvage & Dabry de Thiersant, 1874)[10]
- Triplophysa bombifrons (Herzenstein, 1888)[11][12]
- Triplophysa brachyptera (Herzenstein, 1888)[13]
- Triplophysa brahui (Zugmayer, 1912)[14]
- Triplophysa brevicauda (Herzenstein, 1888)[12]
- Triplophysa cakaensis (Cao & Zhu, 1988)[15]
- Triplophysa chandagaitensis (Prokofiev, 2002)
- Triplophysa chondrostoma (Herzenstein, 1888)[12]
- Triplophysa choprai (Hora, 1934)[16]
- Triplophysa coniptera (Turdakov, 1954)
- Triplophysa crassicauda (Herzenstein, 1888)
- Triplophysa crassilabris (Ding, Fang & Fang, 1994)[17]
- Triplophysa cuneicephala (Shaw & Tchang, 1931)[18]
- Triplophysa dalaica (Kessler, 1876)[19]
- Triplophysa daqiaoensis (Ding, Fang & Fang, 1993)[20]
- Triplophysa dorsalis (Kessler, 1872)[21]
- Triplophysa edsinica (Prokofiev, 2003)[22]
- Triplophysa eugeniae (Prokofiev, 2002)[23]
- Triplophysa farwelli (Hora, 1935)[24]
- Triplophysa flavicorpus (Yang, Chen & Lan, 2004)[25]
- Triplophysa furva (Zhu, 1992)[26]
- Triplophysa fuxianensis (Yang & Chu, 1990)[27]
- Triplophysa gejiuensis (Chu & Chen, 1979)[28]
- Triplophysa gerzeensis (Cao & Zhu, 1988)[29]
- Triplophysa gracilis (Day, 1877)[30]
- Triplophysa grahami (Regan, 1906)[31]
- Triplophysa griffithi (Günther, 1868)[32]
- Triplophysa hazaraensis (Omer & Mirza, 1975)[33]
- Triplophysa herzensteini (Berg, 1909)
- Triplophysa hexiensis (Zhao & Wang, 1988)
- Triplophysa heyangensis (Zhu, 1992)[26]
- Triplophysa hialmari (Prokofiev, 2001)[8]
- Triplophysa hsutschouensis (Rendahl, 1933)[34]
- Triplophysa hutjertjuensis (Rendahl, 1933)[34]
- Triplophysa incipiens (Herzenstein, 1888)[12]
- Triplophysa intermedia (Kessler, 1876)
- Triplophysa jianchuanensis (Zheng, Du, Chen & Yang, 2010)[35]
- Triplophysa kashmirensis (Hora, 1922)[36]
- Triplophysa kaznakowi (Prokofiev, 2004)[37]
- Triplophysa kullmanni (Banarescu, Nalbant & Ladiges, 1975)[38]
- Triplophysa labiata (Kessler, 1874)[39]
- Triplophysa lacustris (Yang & Chu, 1990)[40]
- Triplophysa ladacensis (Günther, 1868)[41]
- Triplophysa laterimaculata (Li, Liu & Yang, 2007)[42]
- Triplophysa laticeps (Zhou & Cui, 1997)[43]
- Triplophysa leptosoma (Herzenstein, 1888)[12]
- Triplophysa lixianensis (He, Song & Zhang, 2008)[44]
- Triplophysa longianguis (Wu & Wu, 1984)[45]
- Triplophysa longibarbatus (Chen, Yang, Sket & Aljancic, 1998)[46]
- Triplophysa longipectoralis (Zheng, Du, Chen & Yang, 2009)[47]
- Triplophysa macrocephala (Yang, Wu & Yang, 2011)[48]
- Triplophysa macromaculata (Yang, 1990)[49]
- Triplophysa macrophthalma (Zhu & Guo, 1985)[50]
- Triplophysa markehenensis (Zhu & Wu, 1981)[51]
- Triplophysa marmorata (Heckel, 1838)[52]
- Triplophysa microphthalma (Kessler, 1879)[53]
- Triplophysa microphysa (Fang, 1935)[54]
- Triplophysa microps (Steindachner, 1866)[55]
- Triplophysa minuta (Li, 1966)[56]
- Triplophysa minxianensis (Wang & Zhu, 1979)
- Triplophysa moquensis (Ding, 1994)[57]
- Triplophysa nandanensis (Lan, Yang & Chen, 1995)[58]
- Triplophysa nanpanjiangensis (Zhu & Cao, 1988)[59]
- Triplophysa nasobarbatula (Wang & Li, 2001)[60]
- Triplophysa naziri (Ahmed & Mirza, 1963)
- Triplophysa ninglangensis (Wu & Wu, 1988)[61]
- Triplophysa nujiangensa (Chen, Cui & Yang, 2004)[62]
- Triplophysa obscura (Wang a Chen, Xu, Fang, Song & Wang, 1987)[63]
- Triplophysa obtusirostra (Wu & Wu, 1988)[64]
- Triplophysa orientalis (Herzenstein, 1888)[12]
- Triplophysa papillosolabiata (Kessler, 1879)
- Triplophysa pappenheimi (Fang, 1935)[65]
- Triplophysa paradoxa (Turdakov, 1955)
- Triplophysa parvus (Chen, Li & Yang, 2009)
- Triplophysa polyfasciata (Ding, Fang & Fang, 1996)[66]
- Triplophysa pseudoscleroptera (Zhu & Wu, 1981)[51]
- Triplophysa qiubeiensis (Li, Yang, Chen, Tao, Qi & Han, 2008)[67]
- Triplophysa robusta (Kessler, 1876)[19]
- Triplophysa rosa (Chen & Yang, 2005)[68]
- Triplophysa rossoperegrinatorum (Prokofiev, 2001)[8]
- Triplophysa rotundiventris (Wu & Chen, 1979)[69]
- Triplophysa scapanognatha (Prokofiev, 2007)[70]
- Triplophysa scleroptera (Herzenstein, 1888)[12]
- Triplophysa sellaefer (Nichols, 1925)[71]
- Triplophysa sewerzowi (Nikolskii, 1938)[72]
- Triplophysa shaanxiensis (Chen, 1987)
- Triplophysa shehensis (Tilak a Menon, 1987)[73]
- Triplophysa shilinensis (Chen & Yang a Chen, Yang & Xu, 1992)[74]
- Triplophysa siluroides (Herzenstein, 1888)[12]
- Triplophysa stenura (Herzenstein, 1888)[12]
- Triplophysa stewarti (Hora, 1922)[36]
- Triplophysa stoliczkai (Steindachner, 1866)[75]
- Triplophysa strauchii (Kessler, 1874)[76]
- Triplophysa tanggulaensis (Zhu, 1982)[77]
- Triplophysa tenuicauda (Steindachner, 1866)[55]
- Triplophysa tenuis (Day, 1877)[30]
- Triplophysa tianeensis (Chen, Cui & Yang, 2004)[78]
- Triplophysa tibetana (Regan, 1905)[79]
- Triplophysa trewavasae (Mirza & Ahmad, 1990)[80]
- Triplophysa turpanensis (Wu & Wu, 1992)[81]
- Triplophysa venusta (Zhu & Cao, 1988)[82]
- Triplophysa waisihani (Cao & Zhang, 2008)[83]
- Triplophysa wuweiensis (Li & Chang, 1974)[84]
- Triplophysa xiangshuingensis (Li, 2004)
- Triplophysa xiangxiensis (Yang, Yuan & Liao, 1986)[85]
- Triplophysa xichangensis (Zhu & Cao, 1989)[86]
- Triplophysa xingshanensis (Yang & Xie, 1983)
- Triplophysa xiqiensis (Ding & Lai, 1996)[87]
- Triplophysa yaopeizhii (Xu, Zhang & Cai a Zhang, Cai & Xu, 1995)[88]
- Triplophysa yarkandensis (Day, 1877)[30]
- Triplophysa yasinensis (Alcock, 1898)[89]
- Triplophysa yunnanensis (Yang a Wu, 1990)[49]
- Triplophysa zaidamensis (Kessler, 1876)[90]
- Triplophysa zamegacephala (Zhao, 1985)[91]
- Triplophysa zhaoi (Prokofiev, 2006)[92]
- Triplophysa zhenfengensis (Wang & Li, 2001)[60][93][94][95][2][96][97][98]